# Elementarpartiklarna (film)
Elementarpartiklarna är en tysk dramafilm från 2006 i regi av Oskar Roehler. Filmen bygger på romanen Elementarpartiklarna (Les Particules élémentaires) från 1998 av den franske författaren Michel Houellebecq.

## Rollista
| Moritz Bleibtreu | – Bruno Klement      |
| Christian Ulmen  | – Michael Djerzinski |
| Martina Gedeck   | – Christiane         |
| Franka Potente   | – Annabelle          |
| Nina Hoss        | – Jane               |
| Uwe Ochsenknecht | – Brunos Vater       |
| Corinna Harfouch | – Dr. Schäfer        |